# Carl von Saenger

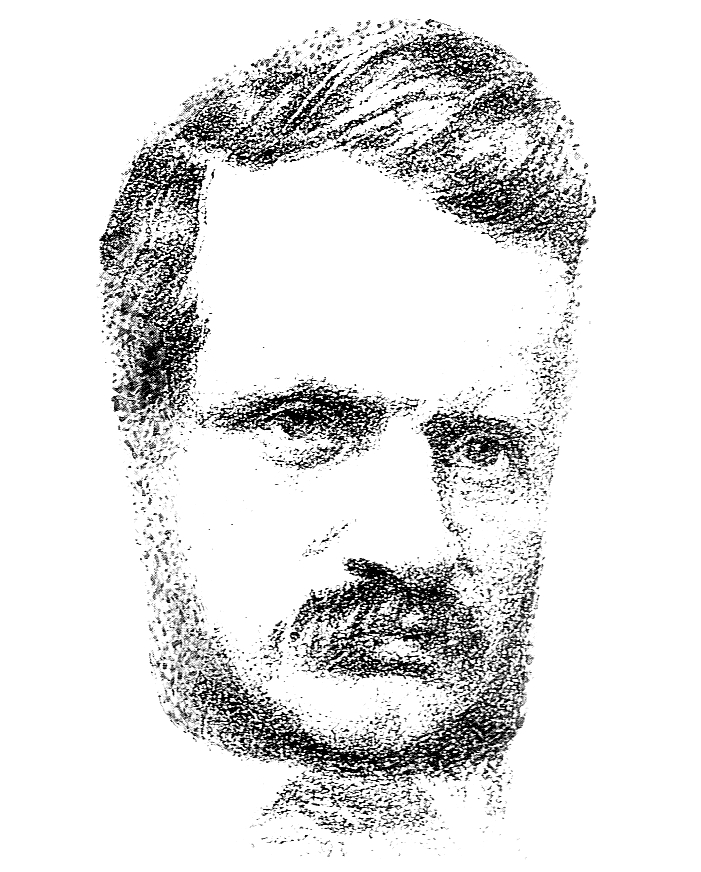
Carl von Saenger, 1848

Carl Saenger, ab 1840 von Saenger, auch Sänger (* 18. Januar 1810 auf Gut Polajewo, Kreis Obornik, Provinz Posen; † 7. März 1871 auf Gut Grabowo, Kreis Wirsitz) war ein deutscher Rittergutsbesitzer. Er saß im Reichstag (Norddeutscher Bund).

## Leben
Er entstammte einer thüringischen Familie und war der Sohn des königlich preußischen Amtsrats Ernst Friedrich David Saenger, Gutsherr auf Grabowo und Grabionne (Kreis Wirsitz), und der Marianne, verwitwete Müller, geborene Kannegießer. Carl von Saenger, königlich preußischer Premierleutnant a. D., studierte von 1828 bis 1831 Kameralwissenschaft an den Universitäten Friedrich-Wilhelms-Universität Berlin und der Ruprecht-Karls-Universität Heidelberg. 1830 wurde er Mitglied des Corps Saxo-Borussia Heidelberg. Er wandte sich anschließend sich der praktischen Landwirtschaft zu und übernahm 1840 die Familiengüter Grabowo und Grabionne.
Zur Zeit der Deutschen Revolution 1848/1849 war er für den Wirsitz-Chadzieswer Wahlbezirk Mitglied der Frankfurter Nationalversammlung, 1850 war er Mitglied des Volkshauses des Erfurter Unionsparlaments, von 1851 bis 1855 und von 1858 bis 1866 des Preußischen Abgeordnetenhauses.
Von Februar 1867 bis zur Reichstagswahl 1871 war er als Angehöriger des Altliberalen Zentrums fraktionsloses Mitglied des Reichstags des Norddeutschen Bundes und des Zollparlaments für den Wahlkreis Bromberg 2 (Wirsitz, Schubin). Später gehörte Saenger der Freikonservativen Partei an.
Carl von Saenger war verheiratet mit Charlotte Sophie Eben (* 24. Mai 1819; † 4. Februar 1882). Sie war die Schwester des pommerschen Gutsbesitzer auf Schlagenthin, Ritterschaftsrat Karl Eben. Der General Wilhelm Eben war ein Neffe. 
Das Ehepaar Charlotte und Carl von Saenger hatte vier Kinder. Sohn Ernst (* 5. Juli 1840; † 4. Januar 1881), Domainenpächter und Premierleutnant a. D., heiratete Sophie von Graevenitz (* 14. September 1853; † 9. April 1918) und hatte mit ihr drei Töchter. Tochter Ilse lebte zuletzt in Breslau. Die Töchter Hedwig und Erna lebten als Stiftsdame und Johanniterin im nordbrandenburgischen Klosterstift zum Heiligengrabe. Sohn Max Otto (* 28. Juni 1844; † 16. November 1868) wurde Landwirt. Carls Tochter Hedwig verheiratete sich mit dem späteren Richard Pförtner von der Hölle, schlesischer Generallandschafts-Präsentanten. Carls jüngste Tochter Klara liierte sich mit Helmut von Bethe, kgl. preuß. Geheimer Reg. - Rat, Landrat a. D. und Generallandschaftsrat.

## Veröffentlichungen
- Die Reform des ländlichen Creditwesens, 1857
- Der Klee und dessen Anbau, 1862
- Welchen Einfluß hat die Aufhebung der Wuchergesetze auf die Landwirthschaft, Versammlung Deutscher Land- und Forstwirthe (20/1858), Braunschweig 1859
- Der Kreis Rügen. Zur Charakteristik der norddeutschen Landschaft, 1871